# Kreisverkehrsgesellschaft in Pinneberg
Die Kreisverkehrsgesellschaft in Pinneberg mbH (KViP) ist ein regionales Busverkehrsunternehmen in Uetersen im Kreis Pinneberg.
Das Unternehmen betreibt im Hamburger Verkehrsverbund (HVV) mehrere Buslinien im Kreis Pinneberg, nordwestlich von Hamburg. Mit rund 160 Beschäftigten werden 60 Linienbusse auf 20 Linien eingesetzt.
Die Uetersener Eisenbahn AG ist seit 2014 als Immobiliengesellschaft ein 100%iges Tochterunternehmen der KViP, die Betriebsführung für deren Eisenbahnstrecke übernahm von 2008 bis einschließlich 2020 die Norddeutsche Eisenbahngesellschaft Niebüll GmbH (NEG Niebüll) als verantwortliches Eisenbahninfrastrukturunternehmen. Im August 2020 wurde die Uetersener Eisenbahn AG zur Uetersener Eisenbahn- und Infrastrukturgesellschaft mbH umfirmiert.

## Geschichte
Am 7. Dezember 1993 wurde die KViP Kreisverkehrsgesellschaft in Pinneberg mbH gegründet. Einen Monat später, am 1. Januar 1994, wurden die Beschäftigten und die Betriebsmittel sowie die Linienkonzessionen von der Uetersener Eisenbahn AG übernommen, die vorher den Busverkehr im Raum Uetersen, Heidgraben, Tornesch, Appen, Pinneberg innerhalb der damals bestehenden Verkehrsgemeinschaft im Kreis Pinneberg (ViP), also außerhalb des HVV durchführte. Die Gesellschafter der KViP waren der Kreis Pinneberg (51 %), die Wirtschafts- und Aufbaugesellschaft des Kreises Pinneberg mbH (22,5 %), die Pinneberger Verkehrsgesellschaft mbH (PVG, 20 %), die Verkehrsbetriebe Hamburg-Holstein AG (VHH, 6 %) und die Otto Strunk Omnibusbetrieb GmbH (0,5 %).
Mitte 1995 wurden folgende Buslinien von der KViP betrieben:
60 0Anrufsammelbus: Groß Nordende – Uetersen, Wassermühlenstr. (nur morgens–mittags an Schultagen nach telefonischer Anmeldung)
61 0Uetersen, Buttermarkt – Ostbf. – (Am Eichholz) – Basshorn – (Tornesch, Realschule) – Tornesch Bf.
62 0Uetersen, Buttermarkt – Lohe – Schanzenstr. – Basshorn – Tornesch Bf. (nur Einzelfahrt mo–fr, morgens hin, abends zurück)
63 0Uetersen, Buttermarkt – Ostbf. – Moorrege-Oberglinde – Marseille-Kaserne – Appen – (Appen-Etz) – Pinneberg Bf. 
63A Appen-Unterglinde, Marseille-Kaserne – Appen – Appen-Etz – Pinneberg Bf.  (nur werktags, während der Schulferien nur Einzelfahrt)
64 0Ringlinie Stadtverkehr Uetersen: Wassermühlenstr. – Schanzenstr. – Lohe – Seminarstr. – Buttermarkt – Wassermühlenstr. – Kleiner Sand – Basshorn – Am Eichholz – Ostbf – Wassermühlenstr. (nur mo–fr tagsüber)
65 0Uetersen, Buttermarkt – Ostbf. – Moorrege – Heist – Haselau – Hohenhorst / Kamperrege – Haseldorf (kein Spätverkehr)
66 0(Uetersen, Roggenfeld-Schule –) Buttermarkt – Neuendeich – Uetersen, Buttermarkt (– Roggenfeld-Schule) (4 Fahrten an Schultagen)
67 0(Uetersen, Ostbf / Seminarstr. –) Buttermarkt – Heidgraben – Tornesch Bf. (– Tornesch, Realschule) (nur werktags, kein Spätverkehr)
68 0Tornesch Bf. – (Realschule) – Ahrenlohe – Ellerhoop (nur an Schultagen)
Im Jahr 1996 fuhr die KViP auf neun Buslinien mit eigener Konzession (Betriebsleistung hier 817.000 km), auf weiteren fünf Linien mit Gemeinschaftskonzessionen mit der PVG als Betriebsführer sowie auf weiteren Linien der PVG mit Auftragsfahrten im HVV. Insgesamt lag die Betriebsleistung 1996 bei 1,367 Mio. km bei Betriebsaufwendungen von 6.264 Mio. DM und Betriebserträgen von 5,171 Mio. DM; die Umsatzerlöse betrugen 4.811.156 DM. Dafür wurden 43 Beschäftigte (davon 5 in der Verwaltung) und 22 Busse eingesetzt – dazu gehörte auch ein Ende 1996 von den Stadtwerken Lübeck (SL) gebraucht übernommener Gelenkbus (Mercedes-Benz O 305 G). Die KViP führte ab Dezember 1995 die in Hamburg üblichen stabilen, informativen Haltestellenmasten mit quadratischem Profil ein, die diese als erstes Verkehrsunternehmen in Norddeutschland in roter Farbe ausstattete, um sich von den damals noch gelben Masten der HVV-Haltestellen zu unterscheiden. Die Linienkonzessionen im Kreis Pinneberg wurden nun grundsätzlich der KViP oder als Gemeinschaftskonzession mit ihr ausgegeben.
Am 1. Juli 1999 ging der Internetauftritt der KViP online. Mitte des Jahres 2000 wurde mit dem Neubau der neuen Betriebsanlagen auf dem Betriebsgelände begonnen. Im Jahr 2001 wurde eine neue Wasch- und Pflegehalle fertiggestellt und die alte Werkstatt und die ehemalige Waschhalle wurden umgebaut.
Bei der fälligen Erneuerung der Linienkonzessionen im Kreis Pinneberg (außer dem Stadtverkehr Elmshorn) wurden diese ab 2002 als Gemeinschaftskonzession mit der KViP vergeben. So erhielt die KViP Gemeinschaftskonzessionen (ungefähr in der Reihenfolge der Vergabe) für die Linien 76 (mit PVG), 489 und 589 (mit PVG), 585 (mit PVG), 594 (mit VHH und PVG), 395 (mit VHH), 623 (mit VHH und Autokraft), 289 und 389 (mit PVG), 186 (mit PVG), 285 (mit PVG), 189 (mit PVG), 195 und 585 (mit VHH) sowie 194, 294 und 794 (mit VHH). Ende der 2000er Jahre endete dieses Verfahren.

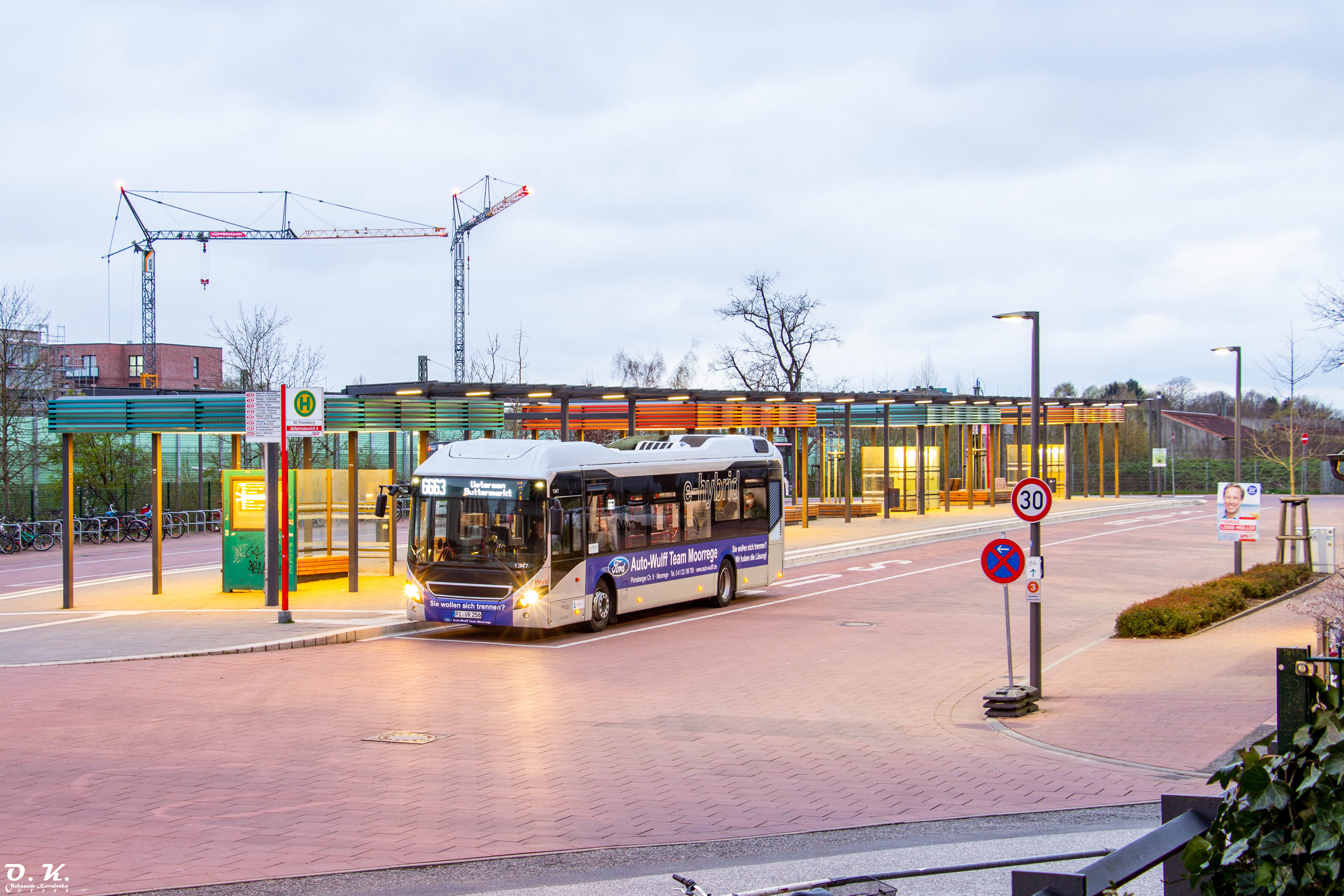
Volvo 7900 Hybrid der KViP Wagen 1347 in Pinneberg

Seit dem 15. Dezember 2002 gelten die Tarife des HVV auch vollständig in den Schleswig-Holsteinischen Nachbarkreisen Hamburgs: Pinneberg, Stormarn, Segeberg und im Herzogtum Lauenburg. Am 1. Januar 2004 ging die völlig neu gestaltete KViP-Internetsite ans Netz. Im Dezember 2006 wurde die Leitstelle der KViP im Verwaltungsgebäude in Uetersen komplett umgebaut. Am 5. Januar 2008 wurde die Internetpräsenz der KViP nach vier Jahren durch einen neuen Auftritt gestartet. Seit Ende 2010 haben die KViP-Linien die regionalen vierstelligen Liniennummern aus dem 60er Bereich für Buslinien im Kreis Pinneberg.
Am 14. Mai 2012 wurde der erste vollelektrische Linienbus bei der KViP (GuangDong Eurabus 600 aus China) präsentiert. Er war mit zwölf Akkus und einem 130-kW-Elektroantrieb ausgerüstet. Etwa 25.000 Euro Energiekosten können jährlich mit ihm eingespart werden. Die höheren Anschaffungskosten für den Elektrobus (380.000 Euro, etwa 100.000 Euro mehr als für ein Dieselfahrzeug) sollten sich nach etwa drei Jahren amortisieren. Nach einigen Vorführungen erfolgte ab Juli 2012 der Einsatz im regulären Liniendienst. Nach dem noch ein weiteres, baugleiches Fahrzeug angeschafft wurde, wurden beide Fahrzeuge wieder außer Dienst gestellt, das letzte Fahrzeug am 18. Mai 2018.
Zum Fahrplanwechsel im Dezember 2017 übernahm die KViP den Betrieb der Elmshorner Stadtbuslinien, deren Übertragung im Freihandverfahren erfolgte. Die KViP löste damit die linie als Betreiber ab, deren Fahrpersonal wurde großteils übernommen.
Seit dem 26. Januar 2020 wird der Schulbusverkehr in Barmstedt (Linien 6542, 6543 und 6544) auch wieder von der KViP mit den Fahrzeugen des Busbetriebshofes Uetersen geleistet. Hier werden auch weiter Fahrzeuge und Fahrer der VHH im Auftrag der KViP eingesetzt.
2020 wurde ein vollelektrischer Batteriebus der Fa. Heuliez angeschafft, der nach kurzer Testphase im Liniendienst eingesetzt wird. Auch vier Volvo 9700 H Hybridbusse werden eingesetzt. Mit Baujahr 2022 kamen zwei Heuliez GX 337 Elec Batteriebusse in den Fuhrpark, von denen einer am 9. September 2024 auf einer unplanmäßigen Leerfahrt unter der niedrigen Bahnhofsbrücke am Elmshorner Bahnhof aufgrund zu großer Höhe steckenblieb. Dabei geriet ein auf dem Dach befindlicher Akku in Brand.
Zum 28. Februar 2023 wurde der Geschäftsbesorgungsvertrag über die Betriebslenkung seitens der VHH gekündigt, diese wird jetzt von der KViP mit einer Leitstelle selbst besorgt. Auch die Dienstplangestaltung sollte Ende 2023 nicht mehr von der VHH wahrgenommen werden.

## Linienübersicht
Folgende Linien werden von der KViP betrieben:
| Linie | Verlauf |
| ----- | --- |
| X66   | (Uetersen, Klostermühle –) Uetersen, Buttermarkt – Tantaus Allee – Bf. Tornesch (– Klaus-Groth-Schule) (Expressbus, auch an Wochenendnächten)                                                                                   |
| X89   | Elmshorn ZOB – Klein Nordende – Groß Nordende – Uetersen, Buttermarkt – Ostbahnhof – Moorrege – Heist – Holm – Wedel (Expressbus parallel zur Linie 489)                                                                        |
| X99   | (Elmshorn, Ernst-Abbe-Str. –) Elmshorn, Industriegebiet Süd – Heidmühlenweg – Klein Nordende – Groß Nordende – Uetersen, Buttermarkt (– Ostbahnhof – Moorrege – Heist – Holm – Wedel) (Expressbus, nur mo–fr, kein Spätverkehr) |
| 489   | (Elmshorner Schulen –) Elmshorn ZOB – Klein Nordende – Groß Nordende – Uetersen, Buttermarkt – Ostbahnhof – Moorrege – Heist – Holm – Wedel (– Wedel, Ernst-Barlach-Schule) (auch an Wochenendnächten)                          |
| 589   | Uetersen, Buttermarkt – Ostbahnhof – Moorrege – Heist – Haselau – Haseldorf – Hetlingen – Holm – Wedel (– Wedel, Ernst-Barlach-Schule) (auch an Wochenendnächten)                                                               |
| 6542  | Barmstedt – (Groß Offenseth –) Lutzhorn – Bokel – Hörnerkirchen (nur an Schultagen) |
| 6543  | Barmstedt – Bullenkuhlen – Bevern – Ellerhoop (nur an Schultagen) |
| 6544  | Barmstedt – Groß Offenseth – Brande-Hörnerkirchen → Bf. Dauenhof → Westerhorn → Osterhorn → Hörnerkirchen (nur an Schultagen)                                                                                                   |
| 6549  | Anruf-Sammel-Taxi (AST) Region Barmstedt: Stündlich angebotene Fahrten von vielen Haltepunkten in den Umlandgemeinden von und nach Barmstedt (nur nach vorheriger Anmeldung unter 04122 9098-44)                                |
| 6661  | Uetersen, Buttermarkt – Ostbahnhof – Am Eichholz – Bf. Tornesch (– Klaus-Groth-Schule) |
| 6663  | Uetersen, Buttermarkt – Ostbahnhof – Moorrege-Oberglinde – Appen – Bf. Pinneberg (auch an Wochenendnächten) |
| 6667  | Uetersen, Buttermarkt – Heidgraben – Bf. Tornesch (– Klaus-Groth-Schule) (nur mo–fr, kein Spätverkehr) |
| 6668  | Esingen – Bf. Tornesch – Ahrenlohe – Gewerbegebiet Tornesch-Oha (– Ellerhoop) (nur mo–fr) |
| 6669  | Anruf-Sammel-Taxi (AST): Uetersen – Heidgraben – Stadtgebiet Tornesch – Ahrenlohe (Spätverkehr und Wochenende, nur nach Vorbestellung)                                                                                          |
| 6671  | Uetersen → Groß Nordende → Neuendeich → Uetersen (nur an Schultagen) |
| 6673  | Moorrege, Schulzentrum – Appen – Appen-Etz – Pinneberger Schulen (nur an Schultagen) |
| 6675  | Uetersen – Moorrege, Schulzentrum – Heist – Haselau – Haseldorf (nur an Schultagen) |

| Linie | Verlauf |
| ----- | --- |
| 6500  | Raa-Besenbek – Elmshorn, Hasenbusch – Bahnhof/Holstenplatz – Kölln-Reisiek                                                                                                  |
| 6501  | Langenmoor – Bahnhof/Holstenplatz – Hainholz – Adenauerdamm – Daimlerstraße / – Kibek                                                                                       |
| 6502  | (Waldorfschule nur mo–sa –) Bahnhof/Holstenplatz – Hamburger Str. – Klinikum – Daimlerstraße (– Kibek nur mo–sa)                                                            |
| 6503  | Hasenbusch – Bahnhof/Holstenplatz – Klein Nordende, Hofweg / Am Park |
| 6504  | mo–sa: Zeppelinplatz – Bahnhof/Holstenplatz – Heidmühlenweg – Klein Nordende (kein Spätverkehr) sonntags/feiertags: Waldorfschule – Bahnhof/Holstenplatz (kein Spätverkehr) |
| 6505  | Elmshorner Schulen – Seeth-Ekholt (– Bevern – Kölln-Reisiek) (nur an Schultagen)                                                                                            |
| 6506  | Elmshorn ZOB – Kurzenmoor – Seester – Seestermühe (sa und so als Anruf-Sammel-Taxi [AST])                                                                                   |
| 6507  | Schulverkehr Elmshorn – Raa-Besenbek – Neuendorf (nur Einzelfahrten an Schultagen)                                                                                          |

| Linie | Verlauf                                                                                           |
| ----- | ------------------------------------------------------------------------------------------------- |
| 285   | Bf. Pinneberg – Thesdorf – Waldenau – Halstenbek-Brande – Schenefeld – Iserbrook – Iserbrook Nord |
| 386   | Arena-Shuttle: Othmarschen – Bahrenfeld Arena (nur bei Veranstaltungen)                           |
| 189   | Wedel – Schulau – Tinsdal – Rissen – Blankenese                                                   |
| 289   | Wedel – Moorwegsiedlung – Wedel                                                                   |
| 594   | (Schulau, Fähranleger –) Wedel – Holm – Appen-Etz – Bf. Pinneberg – Quickborn – Norderstedt Mitte |
| 6541  | Barmstedt – Heede – Langeln – Hemdingen (– Alveslohe – Henstedt-Ulzburg)                          |

| Linie | Verlauf |
| ----- | --- |
| X89   | Elmshorn ZOB – Klein Nordende – Groß Nordende – Uetersen – Moorrege – Heist – Holm – Wedel (Expressbus parallel zur Linie 489)   |
| 489   | (Elmshorner Schulen –) Elmshorn ZOB – Groß Nordende – Uetersen – Moorrege – Heist – Holm – Wedel (– Wedel, Ernst-Barlach-Schule) |
| 6542  | Barmstedt – Lutzhorn – (Groß Offenseth) – Bokel – Hörnerkirchen (nur an Schultagen)                                              |
| 6543  | Barmstedt – Bullenkuhlen – Bevern – Ellerhoop (nur an Schultagen)                                                                |
| 6544  | Barmstedt – Groß Offenseth – Brande-Hörnerkirchen → Bf. Dauenhof → Westerhorn → Osterhorn → Hörnerkirchen (nur an Schultagen)    |